# Jeanne III de Bourgogne
Pour les articles homonymes, voir Jeanne de France et Jeanne de Bourgogne.
Jeanne de France, dite aussi Jeanne de Bourgogne (1er ou 2 mai 1308 – 10 ou 15 août 1347), est une princesse française, fille aînée du roi de France Philippe V le Long et de Jeanne II de Bourgogne. Devenue duchesse de Bourgogne par son mariage avec le duc Eudes IV, elle hérite des comtés de Bourgogne et d'Artois en 1330 à la mort de sa mère.

## Biographie
Jeanne est la fille aînée de Philippe V le Long, roi de France et de Navarre (1316-1322) et de Jeanne, comtesse de Bourgogne et brièvement comtesse d'Artois en 1329-1330 à la mort de sa mère, Mahaut d'Artois.
En 1318, Jeanne est mariée à Eudes IV, duc de Bourgogne. De cette union naît un fils unique, Philippe, dit « Philippe Monsieur », comte de Boulogne et d'Auvergne qui se marie avec la comtesse Jeanne Ire d'Auvergne (lesquels laissent un enfant unique, le duc Philippe Ier de Bourgogne, dit Philippe de Rouvre(s)).
À la mort de sa mère en 1330, Jeanne hérite des comtés de Bourgogne et d'Artois, qui passent à sa mort à son petit-fils, le duc Philippe.

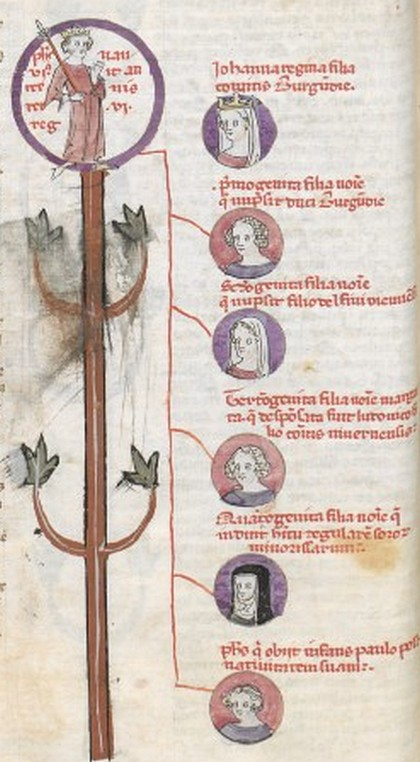
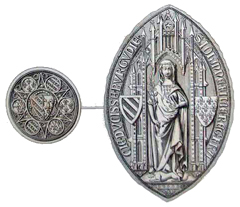